# Birthe Skands
Birthe Skands (født 29. marts 1956) er en dansk brygmester og erhvervskvinde, som sammen med Morten Skands leder Bryggeriet Skands.
I 1980 blev hun optaget på Den Skandinaviske Bryggerhøjskole efter uddannelse til kemiingeniør (cand.polyt.). I studietiden var hun i praktik på Thor Bryggerierne. I 1982 var hun udlært og var på dette tidspunkt én af kun fire kvindelige brygmestre i Danmark. Hun blev ansat på Carlsberg samme år og straks udstationeret i Kina. 1986-1999 var hun leder af produkt- og udviklingsafdelingen på Carlsberg. I 2000 gik hun solo som ansat i sin mands produktionsvirksomhed indtil 2004, hvor hun blev direktør i Bryggeriet Skands, der var startet året forinden.
I 2007 begyndte hun at brygge kunstnergruppen Superflex' Free beer – en øl baseret på open source-principper.